# Stefano Rosselli del Turco
Pour les articles homonymes, voir Del Turco.
Stefano Rosselli del Turco (Florence, 27 juillet 1877 - Montefiridolfi, 18 août 1947) est un joueur d'échecs italien. En 1911, à Florence, il fonde la revue L'italia scacchistica (littéralement : L'Italie échiquéenne). Il la dirige jusqu'en 1916, puis de 1924 à 1943. Toujours publiée, cette revue est la plus ancienne de ce domaine, en Italie.

## Carrière échiquéenne
Il obtient le titre de Maître en 1900 et celui de maître international de la FIDE en 1950
Il remporte deux championnats d'échecs d'Italie en 1923 et 1931 et plusieurs tournois nationaux de 1920 à 1941. Il participe à cinq éditions des Olympiades d'échecs (entre 1927 et 1937) en compagnie de l'équipe italienne.

## Parties
En 1925, lors du tournoi international de Baden-Baden, il remporte une partie contre le grand maître allemand Tarrasch, expert de l'école classique. Il obtient aussi un match nul contre le futur Champion du monde Alexandre Alekhine. Voici ces deux prestigieuses parties (en notation algébrique) :
Siegbert Tarrasch - Stefano Rosselli del Turco (Baden-Baden, 1925)
1. Cf3 Cf6
2. d4 d5
3. c4 e6
4. Fg5 Cbd7
5. e3 Fe7
6. Cbd2 Ce4
7. Fxe7 Dxe7
8. Cxe4 dxe4
9. Cd2 f5
10. f3 exf3
11. Dxf3 O-O
12. O-O-O e5
13. Dg3 f4
14. exf4 exd4
15. Cb3 c5
16. Fd3 Dd6
17. Thf1 Cf6
18. Dh4 Fd7
19. Cd2 Tae8
20. Cf3 Fc6
21. Ce5 Fe4
22. Fxe4 Cxe4
23. Tf3 De7
24. De1 Cd6
25. Da5 b6
26. Dd2 De6
27. b3 Cf5
28. Dd3 Ce3
29. Td2 Df5
30. Dxf5 Txf5
31. h3 Cxg2
32. Txg2 Texe5
33. Txg7+ Rxg7
34. Tg3+ Rf6
35. fxe5+ Rxe5
36. Tg2 Tf3
37. Th2 Rf4
38. Te2 Te3
39. Tf2+ Re4
40. Tf7 Rd3
41. Rb2 Txh3
42. Txa7 Th2+
43. Ra3 Rc3
44. Td7 d3
45. Ra4 d2
46. Rb5 Th6 0-1

Stefano Rosselli del Turco - Alexandre Alekhine (Baden-Baden, 1925)
1. e4 e5
2. Cc3 Ac5
3. Cf3 d6
4. d4 exd4
5. Cxd4 Ce7
6. Fe2 0-0
7. 0-0 Fxd4
8. Dxd4 Cbc6
9. De3 f5
10. b3 fxe4
11. Cxe4 d5
12. Cg3 Cf5
13. Dd2 Dd6
14. Fb2 Fe6
15. Tad1 Cxg3
16. hxg3 Tad8
17. Dg5 Dd7
18. Ff3 Tf5
19. De3 d4
20. Fxc6 dxe3
21. Fxd7 exf2+
22. Txf2 Txd7
23. Txd7 Fxd7
24. Txf5 Fxf5
25. Fe5 Fxc2
26. Fxc7 Rf7
27. Fb8 a6
28. Fc7 Re6
29. Rf2 Rd5
30. g4 Fb1
31. a4 Fc2
32. a5 Fxb3
33. Fb6 Re4
34. g5 Fd5
35. g3 Fc4
36. Re1 Rd3
37. Rd1 Rc3
38. Rc1 Fd3
39. Fc7 g6
40. Fd8 Fe4
41. Fb6 Fc2
42. Fc7 b5
43. axb6 Fe4
44. b7 Fxb7 1/2-1/2

## Publications
- (it) Sfida Rosselli - Marotti per il campionato scacchistico italiano, Napoli, 15-28 aprile 1923 (littéralement : Duel Rosselli - Marotti pour le championnat d'échecs d'Italie, Naples, 15-28 avril 1923, Viareggio, L'Ancora, 1923